# شمس الدين محمد كرت الأول
الملك شمس الدين محمد كرت الأول هو الملك الثاني من سلالة الكرتية. حكم من عام 1245 حتى وفاته عام 1278. تميَّز عهده بتوسيع قوة الكرتيين.

## السيرة
كان شمس الدين ابنًا لركن الدين كرت الأول ولأميرة غورية. وفي عام 1245م خلف شمس الدين والده، واستولى سريعًا على هرات. ثم خضع للحكم المغولى الذين قبلوه حاكمًا محليًّا. وفي العام التالي انضم إلى المغول بقيادة سالي نويان في غزو الهند، وبقي لبعض الوقت في الهند (فيما سيُعرف لاحقًا بسلطنة مغول الهند). خلال إقامته في الهند التقى بالولي الصوفي بهاء الدين زكريا في ملتان في عامي 1247-1248. وفي وقت لاحق، زار الحاكم المغولي الجديد مونكو خان في منغوليا، الذي منحه السيطرة على جزء كبير من خراسان، وربما أراضٍ تمتد حتى نهر السند. كان نزاري قوهستاني أحد الجلساء الإسماعيليين النزاريين لشمس الدين.
في عامي 1263 و1264، وبعد أن سيطر على سيستان، زار هولاكو خان، وبعد ثلاث سنوات زار خليفته أباقا خان، الذي رافقه في حملته ضد دربند وباكو. ثم زار أباقا خان مرة أخرى برفقة شمس الدين صاحب الديوان في عامي 1276-1277، وفي هذه المرة يبدو أن الرأي الجيد السابق للحاكم المغولي فيما يتعلق به قد تغير إلى الشك، مما أدى إلى وفاته، حيث سممه المغول في كانون الثاني 1278، على يد بطيخة أعطيت له أثناء وجوده في الحمام في تبريز. حتى أن أباقا خان أمر بدفن جثته مقيدة بالسلاسل في مدينة جم في خراسان. وخلفه بعد ذلك ابنه ركن الدين كارت الثاني.